# Stemonuraceae
Stemonuraceae Kårehed, 2001 è una famiglia di piante angiosperme dell'ordine Aquifoliales.

## Tassonomia
La famiglia comprende i seguenti generi:
- Cantleya Ridl.
- Codiocarpus R.A.Howard
- Discophora Miers
- Gastrolepis Tiegh.
- Gomphandra Wall. ex Lindl.
- Grisollea Baill.
- Hartleya Sleumer
- Irvingbaileya R.A.Howard
- Lasianthera P.Beauv.
- Medusanthera Seem.
- Stemonurus Blume
- Whitmorea Sleumer